# Busans tunnelbana

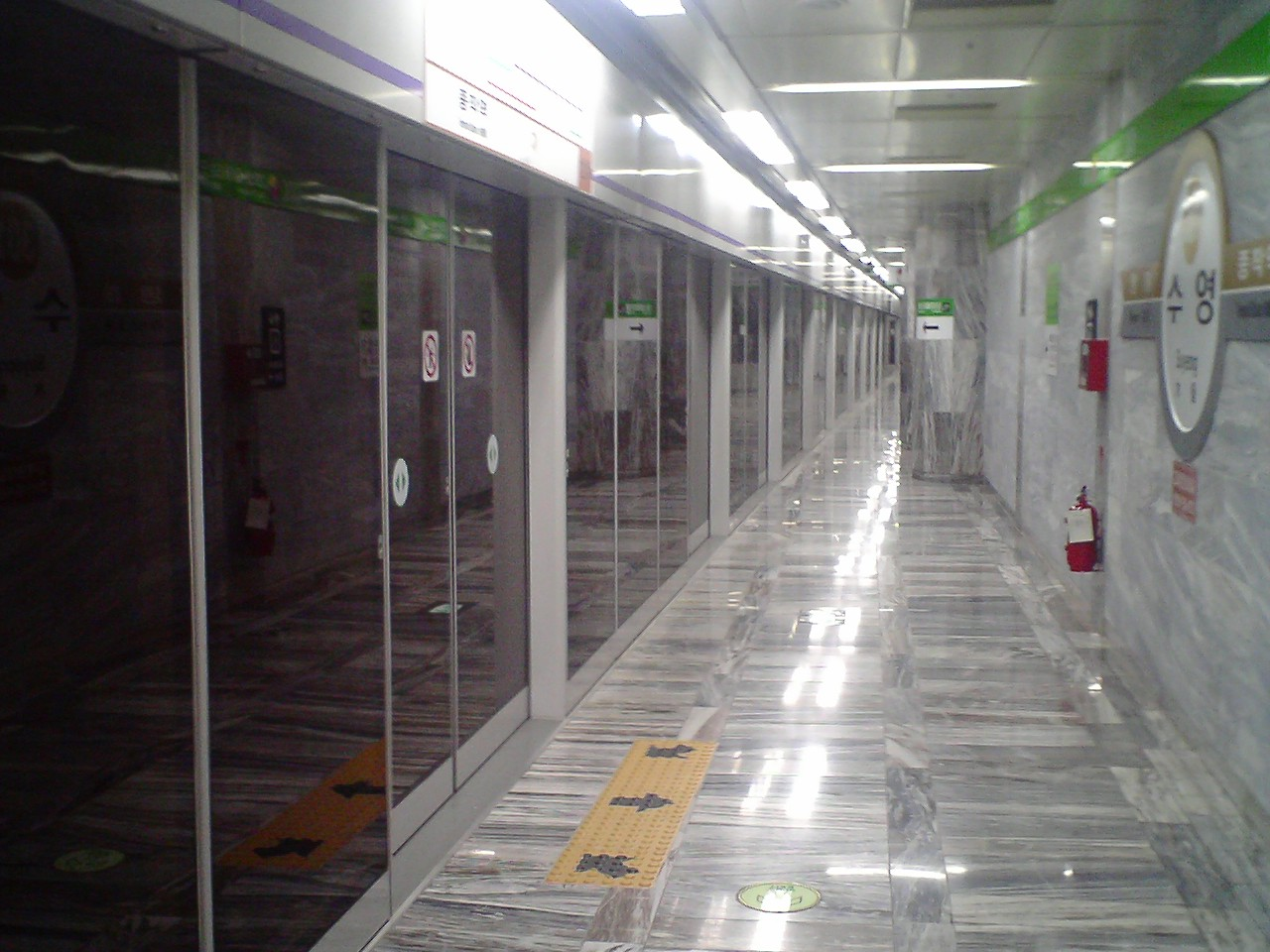
Säkerhetsdörrar på Suyeong stationen

Karta över tunnelbanesystemet

Busans tunnelbana körs av Busan Transportation Corporation. Det är tunnelbanesystemet i Busan i Sydkorea, som öppnade 1985, då med 17 stationer. Tunnelbanan består av 4 linjer på totalt 116,5 km,  114 stationer, efter den sista förlängningen i april 2017. I tunnelbanan är skyltarna och rösten som ropar ut stationerna både på koreanska och engelska.